# Je ne sais pas
 (décembre 2019).
Si vous disposez d'ouvrages ou d'articles de référence ou si vous connaissez des sites web de qualité traitant du thème abordé ici, merci de compléter l'article en donnant les références utiles à sa vérifiabilité et en les liant à la section « Notes et références ».
Pour l’article homonyme, voir Je ne sais pas (film).
Pistes de Au printemps
Au printemps Le colonel
Pistes de Ne me quitte pas
La Valse à mille temps
Je ne sais pas est une chanson de Jacques Brel parue chez Philips, en 1958, sur l'album Au printemps.
En 1972, Brel, sous le label Barclay, enregistre une nouvelle version de Je ne sais pas sur l'album Ne me quitte pas qu'elle clôt.

## Discographie
1958 : 33 tours 25cm Philips 76 423 R
1972 : 33 tours 30cm Barclay 80 470

## Reprises
Sting reprend (en français), Je ne sais pas en 1993.